# Vitalij Nosov
Vitalij Jevgenjevič Nosov (rusko Виталий Евгеньевич Носов), ruski košarkar, * 1. februar 1968, Moskva, Sovjetska zveza (danes Rusija).
Nosov je nekdanji ruski profesionalni košarkar. Bil je član ruske košarkarske reprezentance, ki je osvojila srebrno medaljo na svetovnih prvenstvih v košarki leta 1994 in 1998. S svojimi 212 cm je igral pozicijo centra. 

## Klubi
- 1992-1993  Avtodor Saratov
- 1993-1995 KK Union Olimpija
- 1995-1997 Dinamo Moskva
- 1997-1998 KK Union Olimpija
- 1999 CSKA Moskva
- 1999  Sporting Atene
- 1999-2000  Darüşşafaka
- 2000-2003  Himki

## Lovorike
- Rusko prvenstvo: 1 (s CSKA Moskva: 1998-99)
- Slovensko prvenstvo: 3 (s KK Union Olimpija: 1994, 1995, 1998)
- Pokal Slovenije: 3 (s KK Union Olimpija: 1994, 1995, 1998)
- Pokal pokalnih zmagovalcev: 1 (s KK Union Olimpija : 1993-1994)